# Brachypelma smithi
Mygale à genoux rouge
Espèce
Synonymes
- Eurypelma smithi F. O. Pickard-Cambridge, 1897
- Brachypelma annitha Tesmoingt, Cleton & Verdez, 1997

Statut de conservation UICN

 NT  : Quasi menacé
Statut CITES
Brachypelma smithi, la Mygale à genoux rouges est une espèce d'araignées mygalomorphes de la famille des Theraphosidae.
Comme elle est apparue dans de nombreux films et dans les médias, elle est devenue la plus célèbre des Theraphosidae.

## Distribution

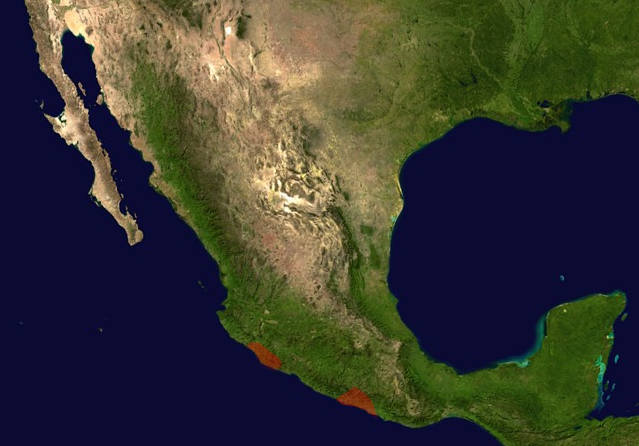
Distribution

Cette espèce est endémique du Mexique. Elle se rencontre au pied de la Sierra Madre del Sur au Guerrero, au Michoacán et au Colima.
Elle vit dans les forêts tropicales à saison sèche et dans les savanes. Elle construit ses terriers dans des talus ou sous des pierres.

## Description

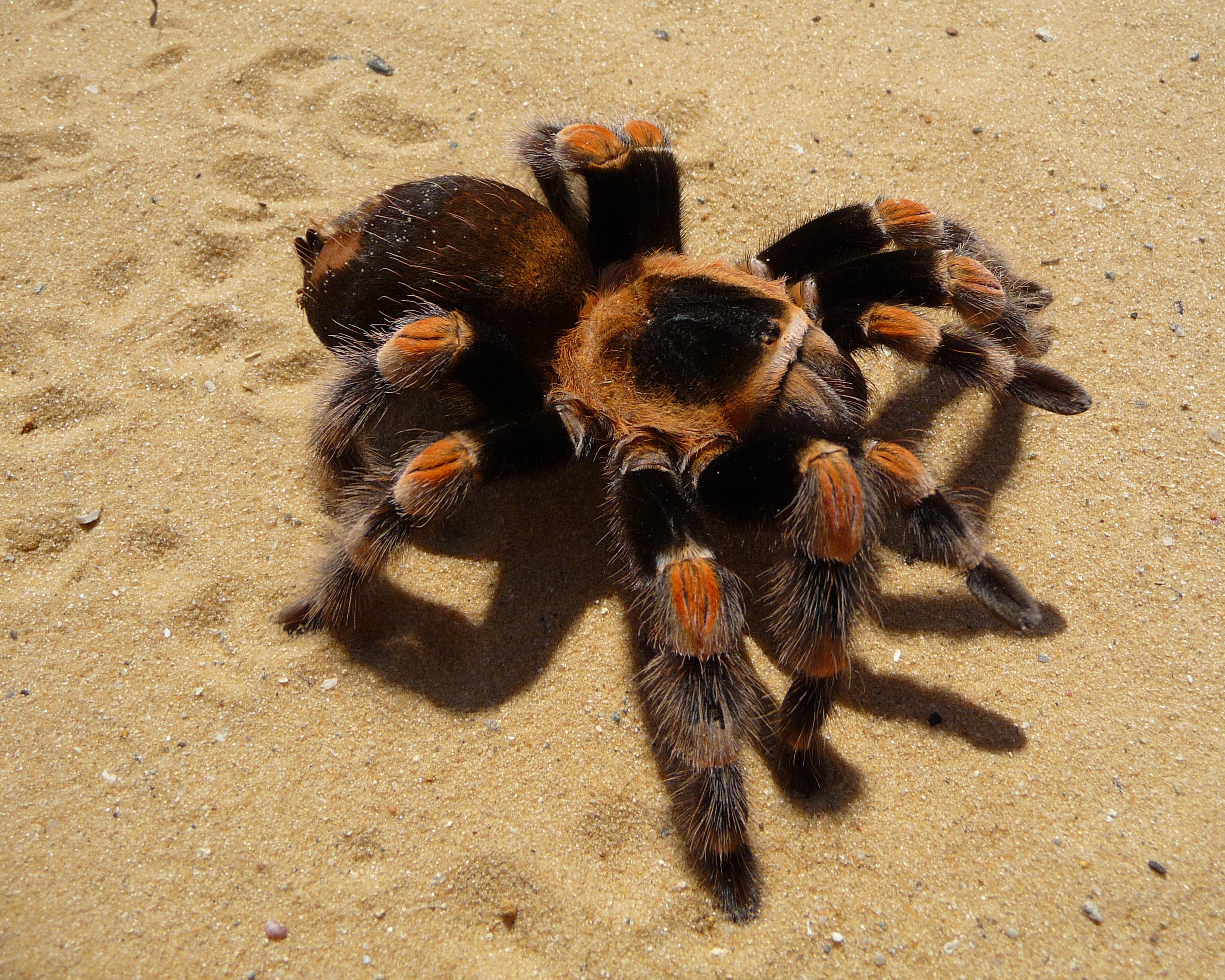
Brachypelma smithi ♀

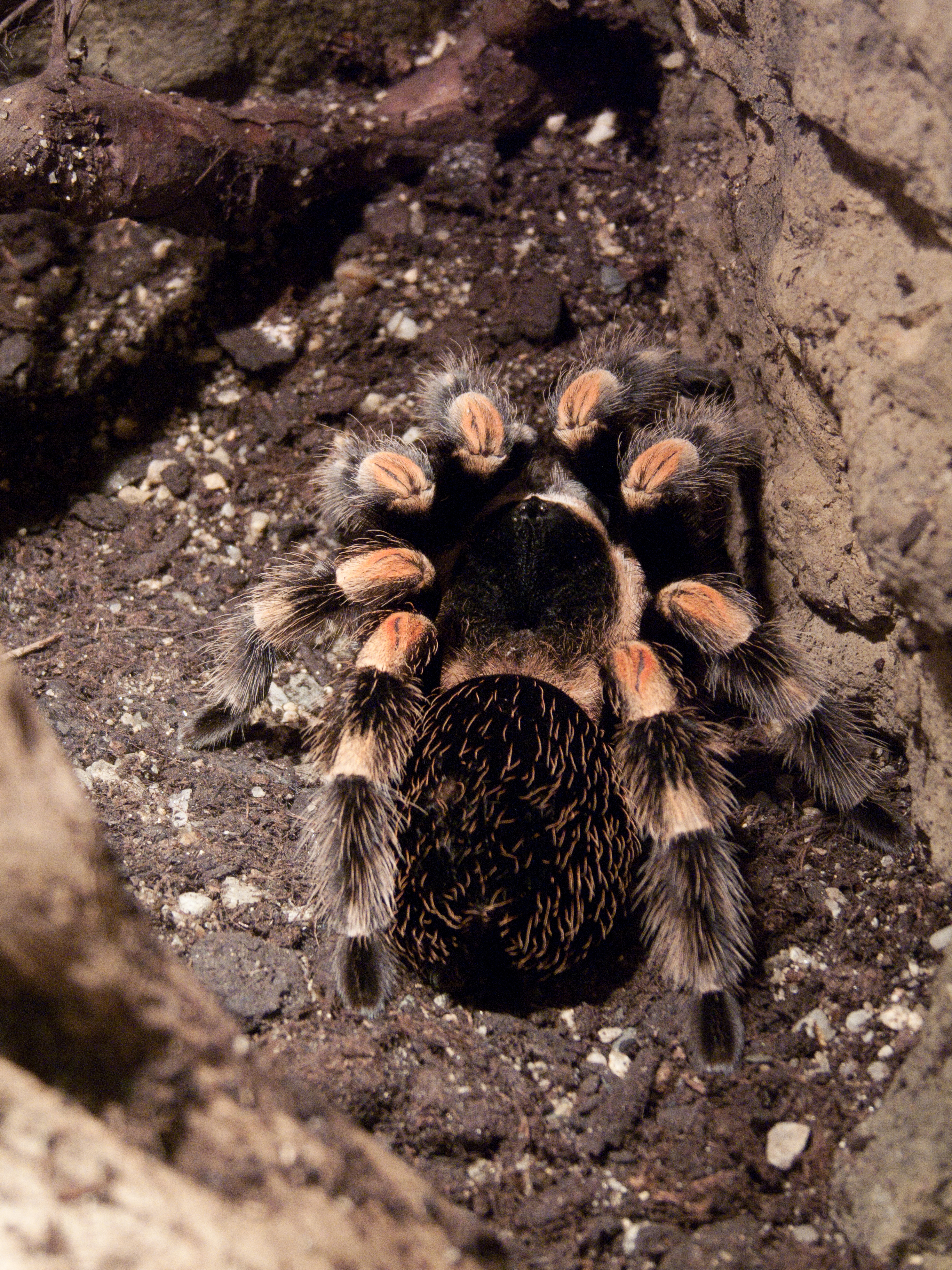
Brachypelma smithi

Brachypelma smithi mesure de quatre à huit centimètres environ. La partie avant (prosoma) et la partie arrière (opisthosoma) du corps sont nettement séparées l'une de l'autre. La partie avant comprend quatre paires de pattes, des pédipalpes, des chélicères avec leurs glandes à venin et huit yeux. Sur l'abdomen, on reconnaît quatre filières. L'orifice du sexe et quatre entrées de poumons se trouvent sur le dessous.
La partie avant du corps est de couleur noire bordée de couleur beige. Les chélicères et les pattes sont noirs eux aussi. La quatrième partie des pattes, en partant du corps, le genou, est de couleur rouge-orangé. Les cinquième et sixième parties des pattes en partant du corps (le rail et métatarse) ont au bord inférieur un anneau orange rouge.
La partie arrière du corps est noire, et porte ainsi que les pattes des poils plus longs orangés et rougeâtres. C'est là aussi que se trouvent les poils urticants qui caractérisent cette espèce d'araignées.
Brachypelma smithi peut être facilement confondue par les profanes avec Brachypelma annitha. Contrairement à celle-ci chez B. smithi les genoux et les anneaux des pattes sont complètement colorés. Chez Brachypelma annitha au contraire les anneaux de couleur n'entourent pas complètement la patte.

## Comportement

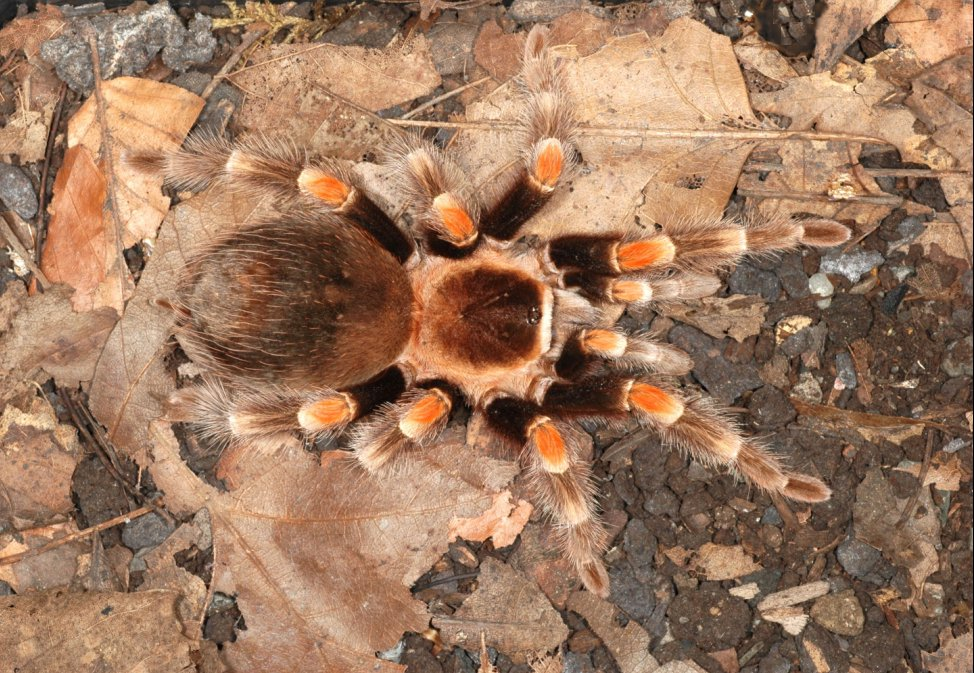
Brachypelma smithi ♀

Cette espèce est d'un naturel très calme, bien que ce ne soit pas toujours le cas. Facile à élever, on l'a employé dans différents films où elle devait jouer les araignées agressives et assoiffées de sang. Comme elle est connue pour son bon caractère, elle est aussi utilisée pour soigner l'arachnophobie, c'est-à-dire la peur des araignées, en la faisant manipuler par des personnes arachnophobes. Elle a aussi été montrée dans diverses émissions de télévision à sensations. Il faut cependant rappeler qu'il s'agit d'un animal et non d'une peluche.
Si l'araignée se sent attaquée ou simplement excitée, elle détache avec les pattes de derrière les poils urticants fixés sur son abdomen et les lance contre l'agresseur. Ces poils urticants provoquent sur la peau une forte démangeaison et l'inflammation des muqueuses. Les poils urticants perdus sont renouvelés à chaque mue. Les araignées qui les ont utilisés sont reconnaissables à ce qu'on appelle leur « calvitie » sur l'abdomen.
Si l'araignée se sent vraiment menacée, elle est aussi capable de mordre, ce qui peut être très douloureux. Le venin n'a cependant qu'un effet modéré sur l'homme et on peut le comparer à celui d'une piqûre de guêpe. Après la morsure, l'endroit affecté peut devenir rouge et connaître une inflammation locale.

## Alimentation

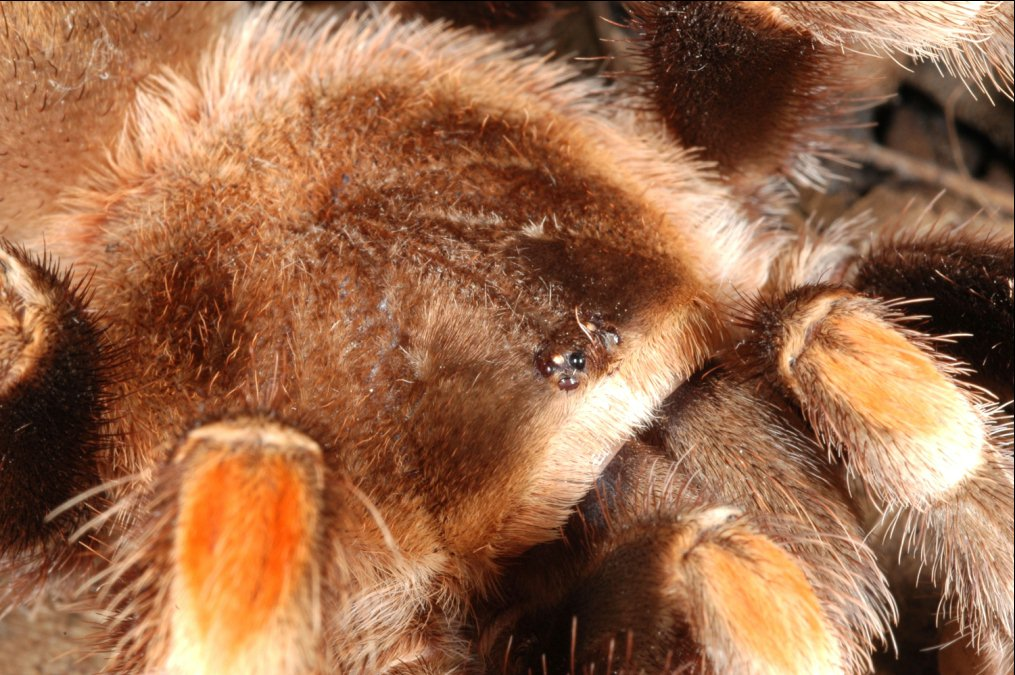
gros plan sur le céphalothorax

L'araignée se rend maîtresse de tout ce qui circule dans la caverne et devant ses chélicères. Il peut s'agir de toutes sortes d'insectes (grillons, sauterelles), d'autres araignées (voire des congénères), des petits lézards et jusqu'à une certaine taille également des petits mammifères (surtout des rongeurs). Quand elle a capturé ses proies, elle tisse souvent un « tapis de repas ». Alors elle retient sa proie avec ses chélicères et partiellement avec ses pédipalpes. Elle tourne ensuite en décrivant un cercle assez régulier  puis frappe plusieurs fois sur le sol avec les filières présentes sur son abdomen, fixant ainsi la soie au sol. Les proies sont alors partiellement déposées sur ce tapis et se retrouvent en une sorte de cocon. Enfin, la proie est une nouvelle fois saisie, liquéfiée par les sucs digestifs que l'araignée régurgite sur elle, puis absorbée par succion. La fonction et le but de ce tapis de repas ne sont pas encore complètement éclaircis.

## Reproduction

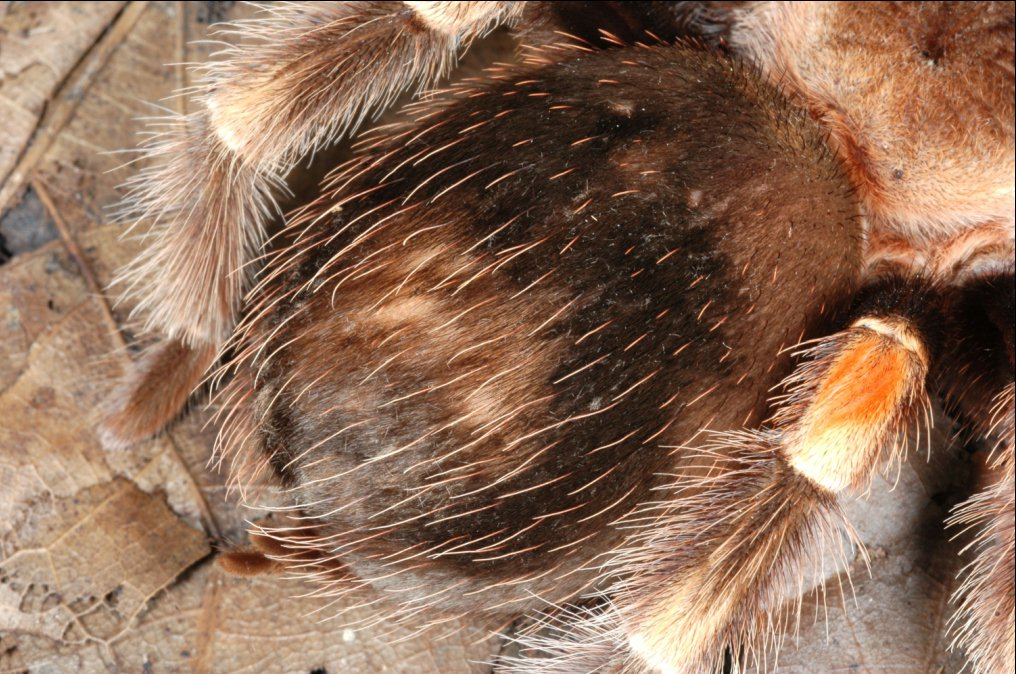
détails de l'abdomen

Après sa « mue adulte » ou « mue de maturité » le mâle part à la recherche d'une partenaire. C'est pour lui le moment le plus dangereux. Souvent il est victime de la circulation routière. Alors que la mue de maturité est pour le mâle la dernière de sa vie, les femelles continuent à muer à peu près une fois par an. Après sa mue de maturité, il reste au mâle à vivre environ de un à deux ans, si tout se passe bien. Si le mâle trouve l'entrée du terrier d'une femelle, il tambourine avec ses pédipalpes pour attirer l'attention sur lui. Si la femelle est disposée à s'accoupler, elle répond en tambourinant elle aussi et, au bout d'un moment, sort de son terrier. Le mâle s'approche d'elle, toujours en tambourinant. La femelle dresse souvent le céphalothorax pour permettre au mâle de fixer les crochets de ses tibias dans ses chélicères, ce qui les bloque et empêche la femelle de mordre, et permet au mâle de soulever un peu plus la femelle.
Les mâles sont, généralement, un peu plus petits voire beaucoup plus petits que les femelles. Avec un pédipalpe, le mâle tapote la femelle par-dessous, tandis qu'avec l'autre pédipalpe, il la pénètre et la féconde. Les deux pédipalpes sont introduits à tour de rôle. Au bout de ses pédipalpes, le mâle possède les organes copulateurs (ambolus) qui lui sont spécifiques et qui sont repliés en dehors de ce moment. Avant qu'un mâle puisse féconder une femelle avec succès, il doit remplir les capteurs. Pour cela il tisse entre deux supports une toile épaisse. Ensuite le mâle rampe par derrière sous le filet et laisse échapper de son orifice sexuel, situé sur la face ventrale, entre le prosome et l'opistosome, une goutte de sperme. Ensuite le mâle grimpe sur le filet et dépose la semence avec un mouvement de pompe des organes d'accouplement.
Après l'accouplement, le mâle tapote encore un peu par-dessous le céphalothorax féminin et s'enfuit ensuite au plus vite pour ne pas servir de repas à la femelle.
À mesure que la mue de maturité du mâle s'éloigne dans le temps, sa capacité à tambouriner de manière spécifique diminue. Cela le conduit généralement à la mort car la femelle ne le reconnaît plus comme un partenaire pour s'accoupler, mais seulement comme quelque chose à manger. (A discuter)
Après un accouplement réussi, quatre à douze semaines plus tard environ, la femelle construit dans son terrier d'habitation un cocon qu'elle surveille. Mais si elle mue entre-temps, les œufs ne seront pas fécondés du fait que le réservoir de semence (spermathèque), dans lequel le mâle a déposé son sperme, est éliminé à chaque mue.

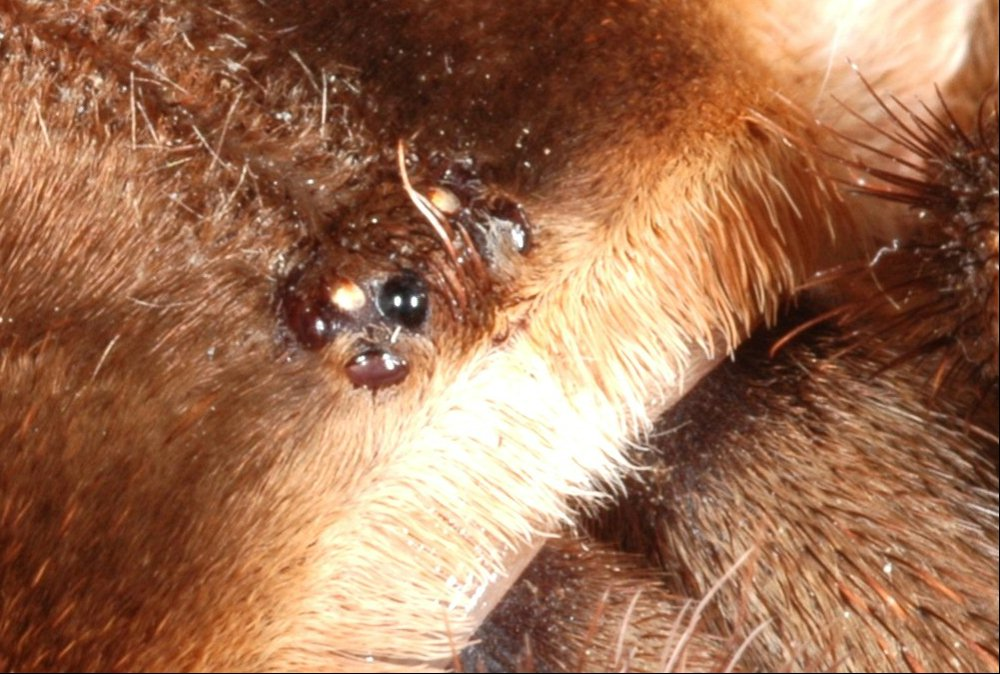
gros plan du groupe oculaire

Si la femelle a construit un cocon, on trouve selon son âge et son état nutritionnel de 300 à 1 000 œufs à l'intérieur. Dans le cocon, les petits parcourent deux stades de développement depuis l’œuf jusqu'à la larve et ensuite à la larve II. Avant l'ouverture du cocon par la femelle, environ huit à onze semaines plus tard, les petits muent à l'intérieur du cocon et deviennent des nymphes. Celles-ci sont livrées à elles-mêmes après l'abandon du cocon et quittent la demeure maternelle.
Selon l'abondance de nourriture il faut environ cinq à dix ans pour que les petits atteignent leur maturité sexuelle. Jusque-là, ils connaîtront une dizaine de mues. Les petits quittent le cocon sous la forme d'araignées minuscules. Le céphalothorax, les pattes, les capteurs et les chélicères sont de couleur brun clair. L'abdomen va de brun foncé à noir. Dès la troisième mue environ, les petits commencent à atteindre peu à peu, avec chaque mue, leur belle coloration adulte. Les jeunes araignées possèdent déjà elles aussi des poils urticants sur l'abdomen.

## Étymologie
Cette espèce est nommée en l'honneur d'Herbert Huntington Smith.

## Brachypelma smithiet l'homme
On rencontre assez souvent cette Theraphosidae dans les médias ; lors d’une scène sur Stern TV on expliquait au spectateur, comment un thérapeute traitait des personnes atteintes de la peur des araignées. Mais inversement on se servait d’elle dans certains films, la plupart du temps des films d'horreur où, de façon exagérée, on la présentait comme agressive et dangereuse.

## En captivité
Cette espèce se rencontre en terrariophilie.

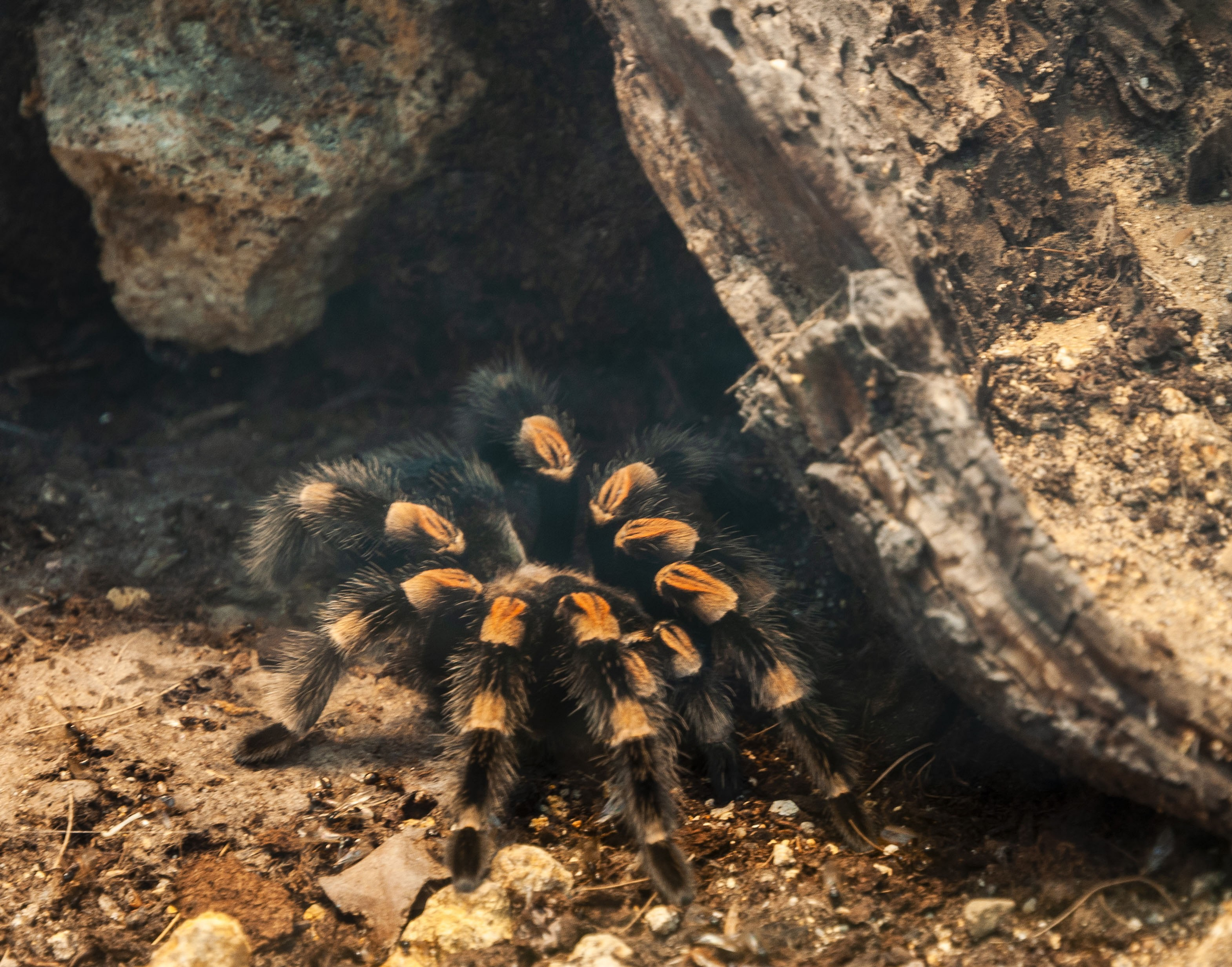
Mygale à genoux rouges - Jardin des plantes de Paris (Brachypelma smithi)

Les médias ont tellement popularisé cette espèce que de nombreuses personnes ont voulu en avoir chez elles. Aussi, dans les années 1980, un grand nombre de ces d'animaux ont été capturés dans la nature et vendus comme animaux de compagnie. La plupart des propriétaires ne connaissaient rien des besoins de l'araignée si bien que beaucoup d'entre elles sont mortes. La demande a cru de telle façon que, très vite, l'espèce a disparu dans un grand nombre de régions. Pour cette raison, en 1985, elle a été comprise dans l'annexe II de l'accord sur la protection des espèces (WA) de Washington et a été ainsi la première espèce des Théraphosidae à y entrer. Les propriétaires de ces animaux ont besoin d'un certificat d'origine. Les exportations depuis le Mexique sont réglementées par cet enregistrement dans l'accord sur la protection des espèces de Washington.
Depuis lors, l'élevage dans les terrariums suffit, si bien qu'aucune capture n'est plus nécessaire. Aujourd'hui, ces animaux sont surtout menacés par la destruction de leur habitat naturel.

## Publication originale
- F. O. Pickard-Cambridge, 1897 : Arachnida - Araneida and Opiliones. Biologia Centrali-Americana, Zoology. London, vol. 2, p. 1-40 (texte intégral).